# المنقاش (سباح)

تعديل مصدري - تعديل

المنقاش هي إحدى قرى عزلة سباح بمديرية سباح التابعة لمحافظة أبين، بلغ تعداد سكانها 113 نسمة حسب تعداد اليمن لعام 2004.